# Řídicí vůz Bftn791 ČD
Řídicí vůz řady Bftn791 (do 1. ledna 2009 řada 943, do 1. ledna 2001 původně řada Bhfnwr) je osobní řídicí vůz pro vratné soupravy tvořené motorovým vozem řady 843 a přípojným vozem řady Btn753 (původně řada 043). Byl vyroben v počtu 11 kusů v Moravskoslezské vagónce a. s. (nyní Škoda Vagonka) v letech 1996 a 1997.

## Konstrukce
Řídicí vůz konstrukčně vychází z mechanické části motorového vozu řady 843. Vozová skříň je o něco nižší (na střeše motorového vozu se nacházejí navíc odporníky) a kratší, neboť byl původně zamýšlen jako částečná náhrada některých přípojných vozů. Vůz je lehké ocelové samonosné konstrukce, střecha a podlaha je vyrobena z nerezových plechů, vnější plášť vozu z uhlíkové oceli. Karoserie je uložena na dvou dvounápravových podvozcích.
Interiér řídicího vozu je rozdělen na tři oddíly pro cestující, které jsou navzájem odděleny nástupními prostory (v jednom se nachází WC). Na jednom konci vozidla je umístěno stanoviště strojvedoucího, druhý konec je průchozí.

## Vývoj, výroba a provoz

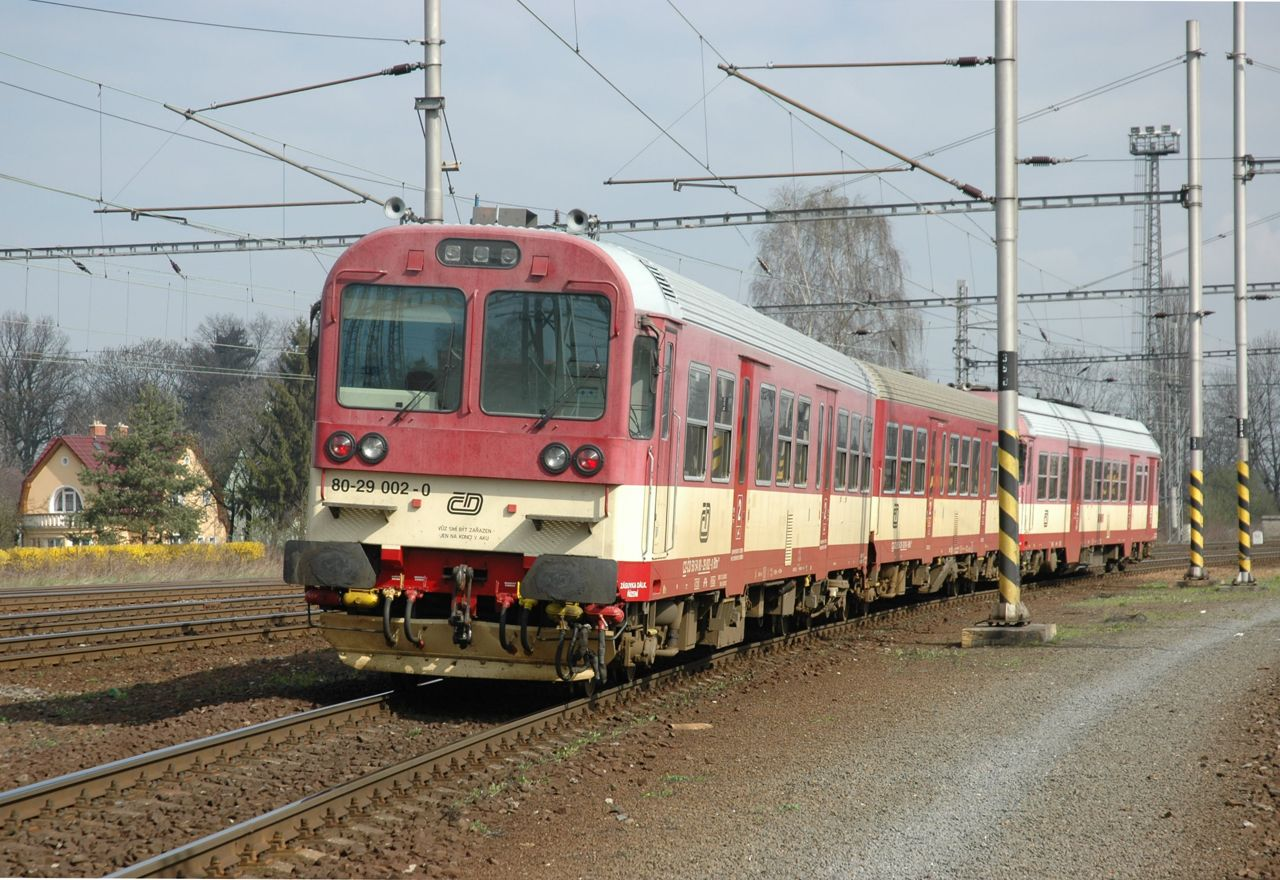
Řídicí vůz této řady v původním barevném řešení

Řada 943 se stala prvními řídicími vozy v historii Českých drah. Ani zaniklé ČSD řídicí vozy příliš neprovozovaly. Výjimkou byly kořistní vozy německého původu, které byly v provozu po druhé světové válce, prototypové soupravy dnešních elektrických jednotek řady 560, řídicí vozy na TREŽ a především elektrické jednotky jezdící na ozubnicové dráze Štrba – Štrbské Pleso.
Prototyp řídicího vozu 943.001 byl vyroben v roce 1996, během tohoto roku byl také rozsáhle zkoušen, včetně souprav s motorovým vozem 843.001 a přípojným vozem 043.001. V následujícím roce bylo vyrobeno dalších 10 vozů stejného typu, které byly tentýž rok zařazeny do provozu. V roce 1998 se začaly projevovat závady na jízdních plochách dvojkolí (stejně jako u řad 843 a 043) a všechny tři řady byly odstaveny. Po výměně dvojkolí za nová byly soupravy zprovozněny v roce 1999.
V roce 2025 jsou řídicí vozy řady Bftn791 dislokovány v Olomouci, kde společně s motorovými vozy 843 a přípojnými vozy Btn753 jezdí jako osobní vlaky, spěšné vlaky i rychlíky.

## Technické parametry
- počet míst k sezení/stání: 64/52
- délka přes nárazníky: 19 700 mm
- maximální rychlost: 120 km/h
- hmotnost: 28 t
- uspořádání pojezdu: 2’ 2’